# Partido de Presidente Perón
Partido de Presidente Perón är en kommun i Argentina.   Den ligger i provinsen Buenos Aires, i den centrala delen av landet, 30 km söder om huvudstaden Buenos Aires. Antalet invånare är 60 191.
Runt Partido de Presidente Perón är det i huvudsak tätbebyggt. Runt Partido de Presidente Perón är det ganska tätbefolkat, med 166 invånare per kvadratkilometer.